# Synagoga w Zawierciu
Synagoga w Zawierciu – nieczynny żydowski dom modlitewny z 1880 roku przy ulicy Marszałkowskiej 41.

## Historia
Synagoga została zbudowana w 1880 roku. Podczas II wojny światowej hitlerowcy zdewastowali synagogę. Po zakończeniu wojny budynek synagogi kilkakrotnie przebudowywano, poprzez co zatracił swój oryginalny wygląd. Przez długi czas w synagodze mieściły się sklepy, m.in. RTV i AGD. Obecnie stoi opuszczona i niszczeje.
Murowany budynek synagogi wzniesiono na planie prostokąta. W zachodniej części znajdował się przedsionek, z którego wchodziło się do obszernej, głównej sali modlitewnej. Obecnie budynek zatracił swój oryginalny wygląd wewnętrzny oraz zewnętrzny.

## Galeria

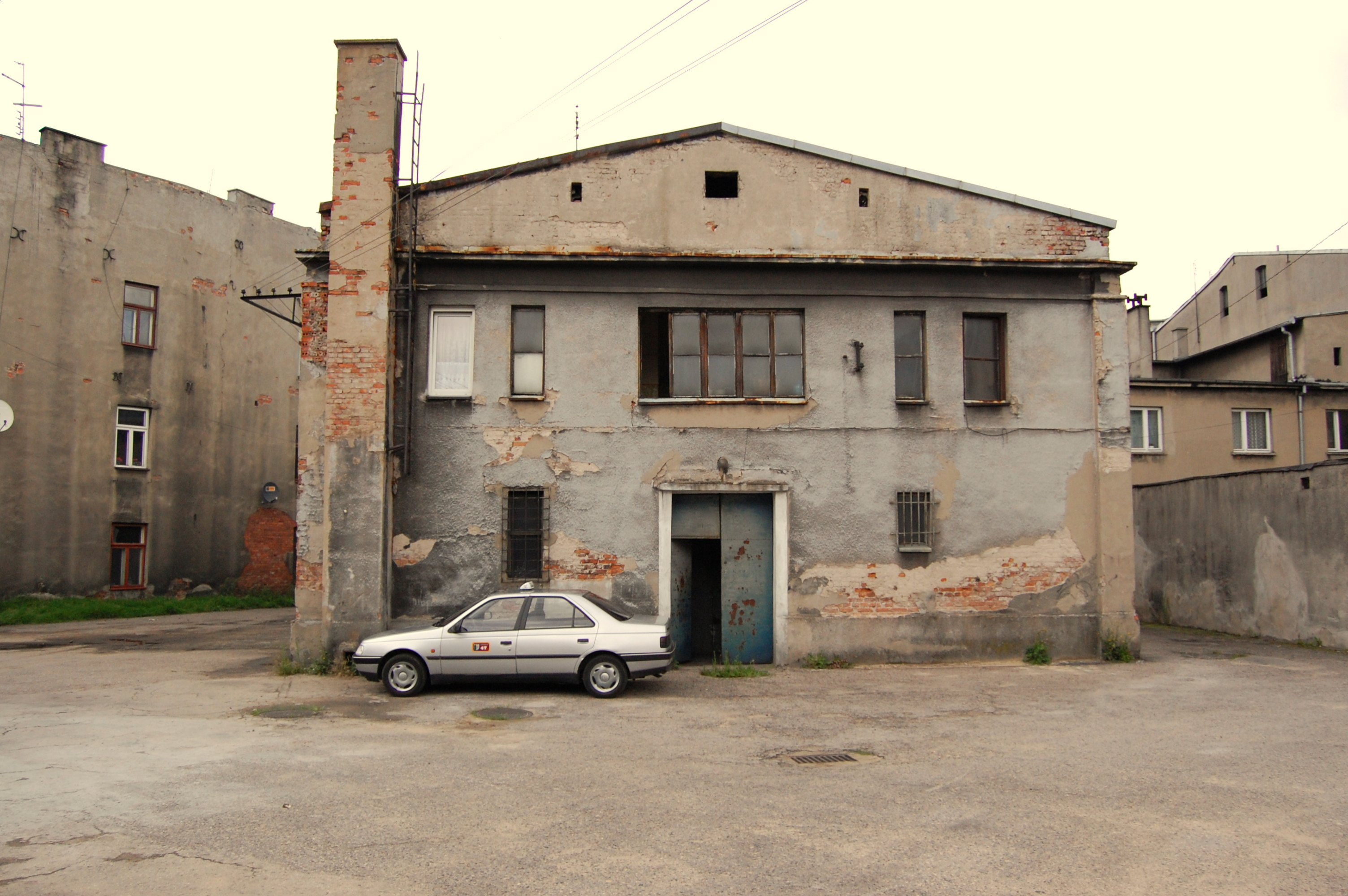
Elewacja tylna
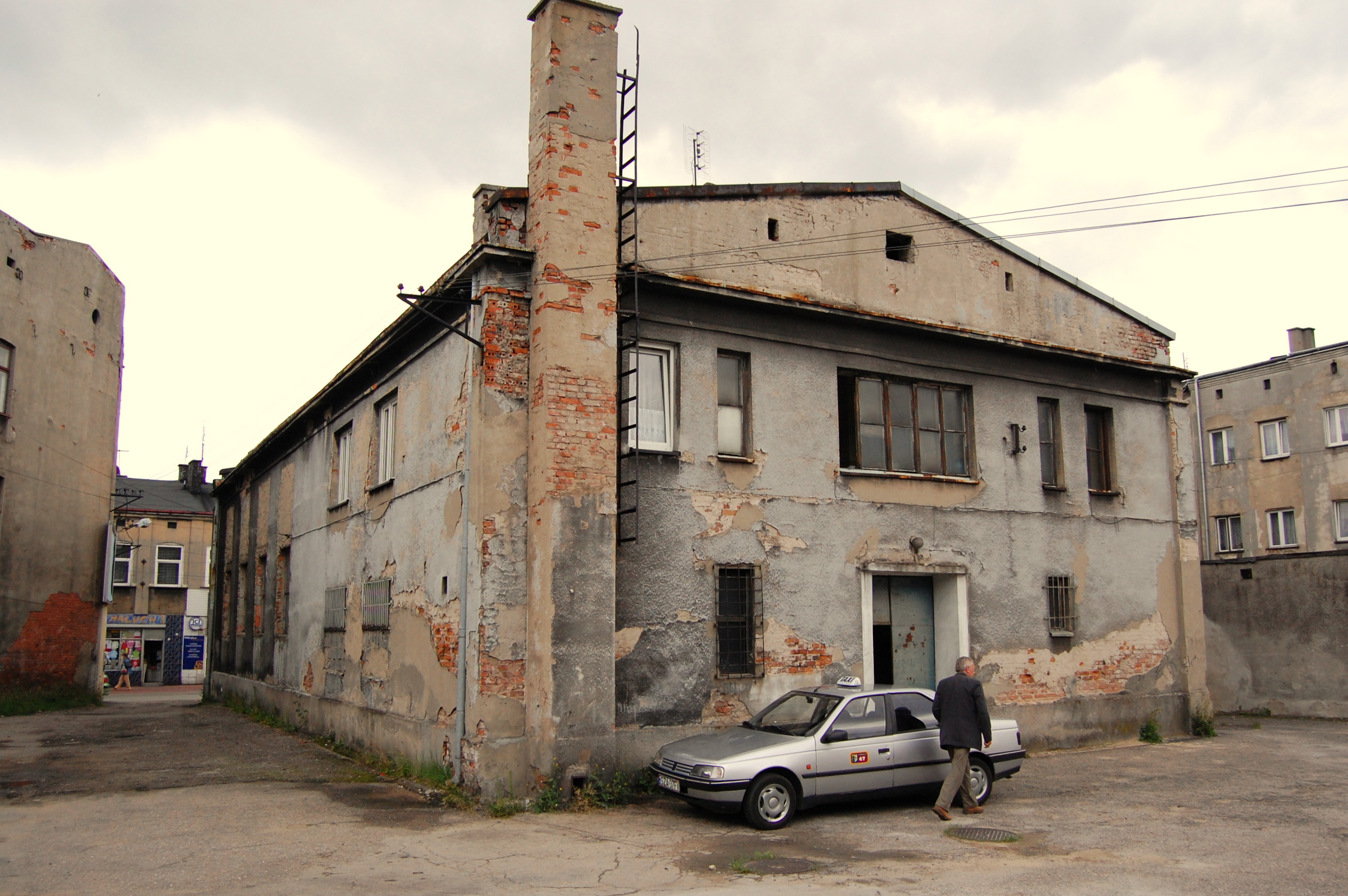
Elewacja tylna
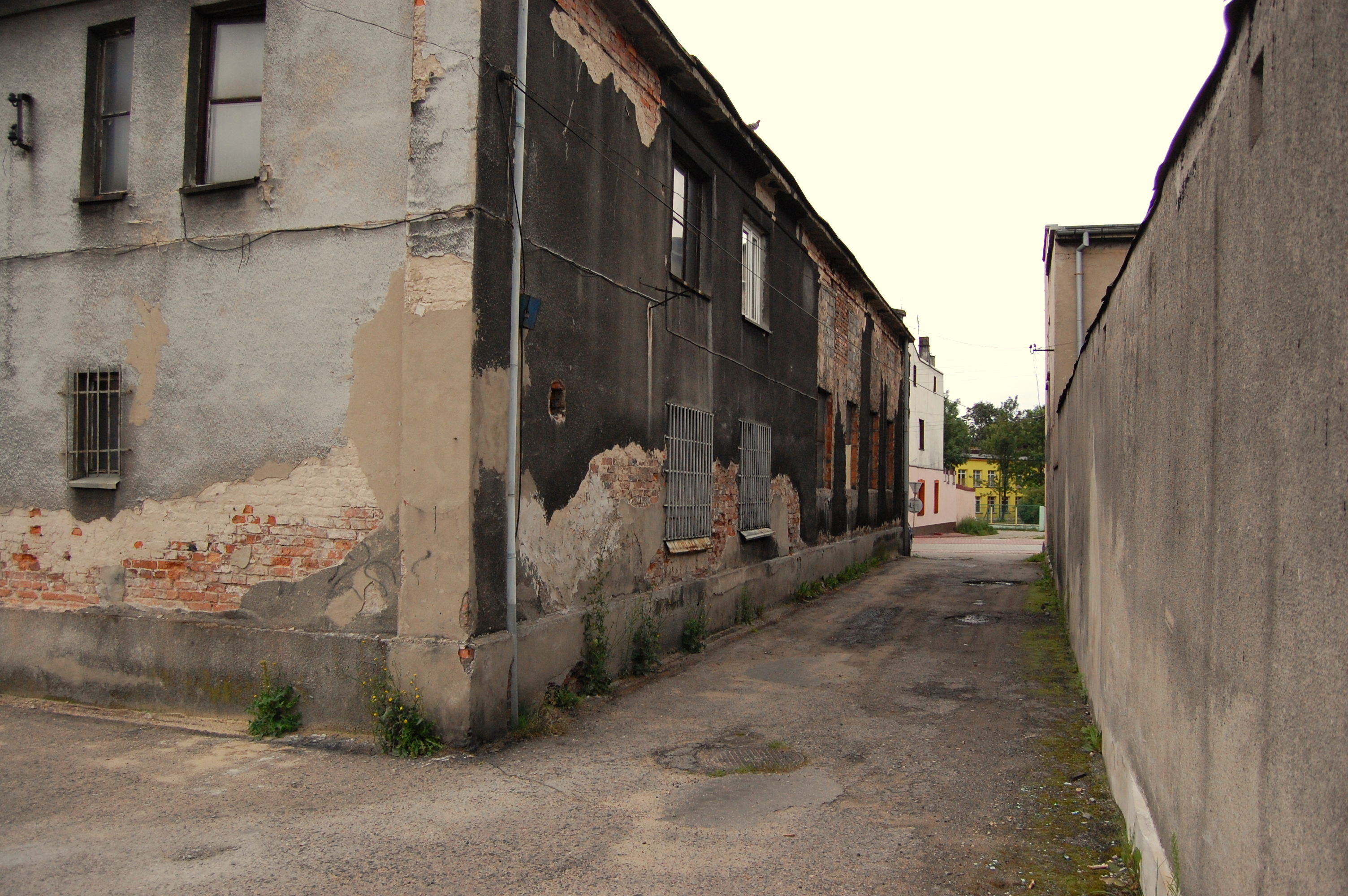
Elewacja boczna
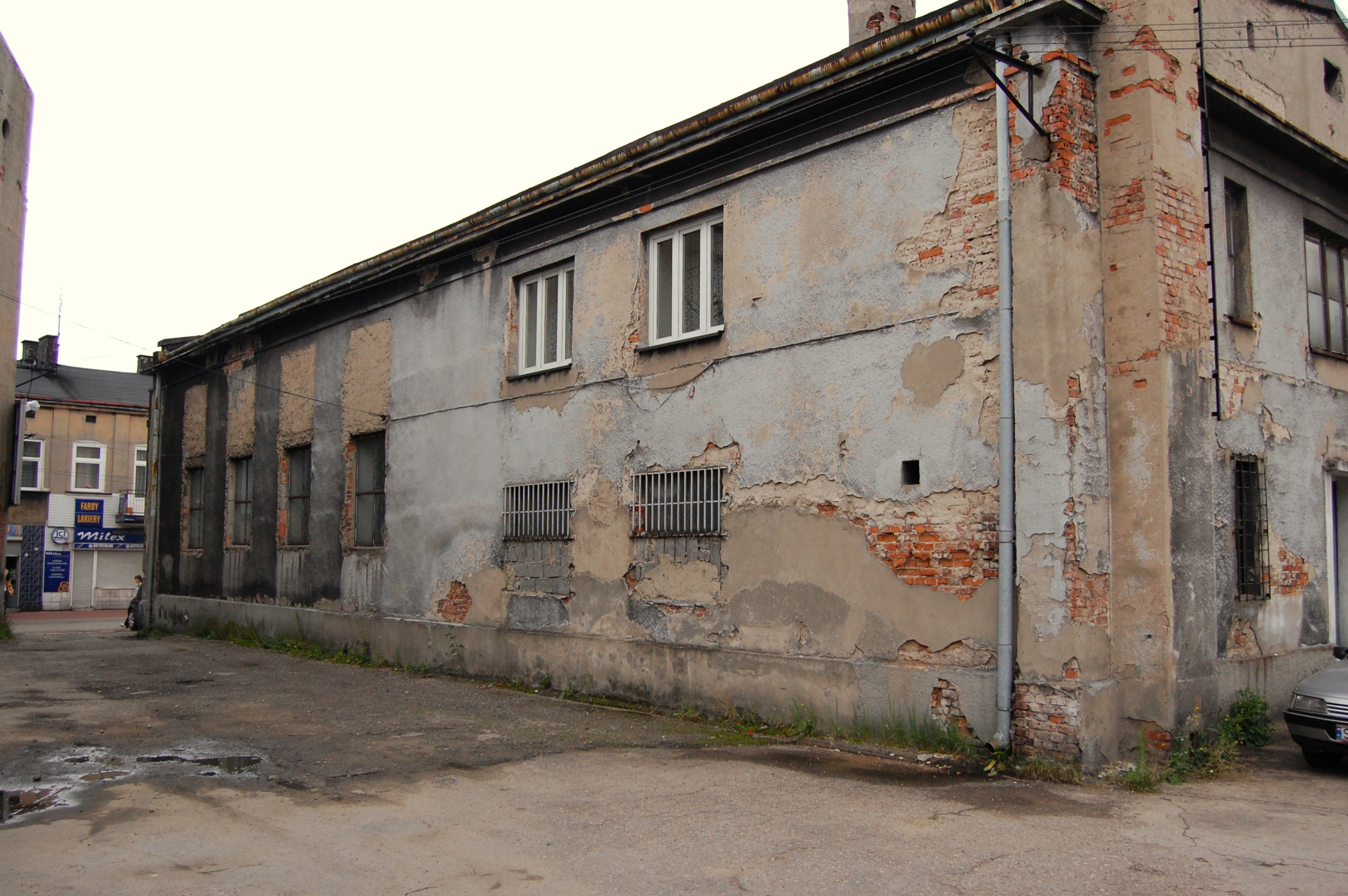
Elewacja boczna